# 波兰王国和立陶宛社会民主党
波兰王国和立陶宛社会民主党（波蘭語：Socjaldemokracja Królestwa Polskiego i Litwy，缩写为SDKPiL），初名波兰王国社会民主党，是一个于1893年成立的马克思主义政党。后来，成为俄国社会民主工党的一个独立分支。1918年，该党与波兰社会党—左翼合并为波兰共产主义工人党。该党众多党员参与了俄国十月革命。著名党员有罗莎·卢森堡、费利克斯·捷尔任斯基。